# Amfíloc d'Iconi
Amfíloc d'Iconi (Amphilochus, Amphílochos Ἀμφίλοχος) va ser bisbe d'Iconi (actual Konya). És venerat com a sant per diverses confessions cristianes. Fou amic de Sant Basili i Sant Gregori de Nazianz.

## Biografia
Va néixer a Cesarea de Capadòcia i va exercir d'advocat. Va viure retirat amb el seu pare a Ozizalis de Capadòcia fins que fou elegit per presidir la seu d'Iconi (Licaònia) o Psídia. Es conserva la carta de felicitació que li va remetre Basili de Cesarea, que després el va visitar i el va convèncer perquè completés el treball "sobre l'Esperit Sant" que va acabar al 375. El 377 va enviar aquesta obra als bisbes de Lícia que tenien tendències macedonianes o podien estar influïts per la doctrina macedoniana; el 381 Amfíloc assistí al Primer Concili de Constantinoble on fou nomenat centre del catolicisme a Àsia junt amb Optimos d'Antioquia de Psídia. El 383 va obtenir de l'emperador Teodosi la prohibició d'assemblees arrianes i el mateix any va convocar un concili a Side, a Pamfília, per condemnar als heretges massalis o massalians que deien que la religió consistia en la pregària. El 394 va ser al concili de Constantinoble que va confirmar a Bagàdios com a bisbe de Bostra. Va morir probablement el 395. Es commemora el 23 de novembre.